# Gé van Riel
Catharinus Gerardus Maria (Gé) van Riel (Zwolle, 12 mei 1915 – 8 oktober 1968) was een Nederlands verzetsstrijder en politicus van de KVP.
Hij was al voor 1940 werkzaam bij de gemeentesecretarie van Borne. Tijdens de Tweede Wereldoorlog had hij daarnaast een leidinggevende functie bij het verzet. Zo organiseerde hij in januari een, overigens mislukte, bevrijdingsactie in het huis van bewaring te Almelo. Van Riel moest onderduiken maar na de bevrijding hervatte hij zijn werkzaamheden bij de gemeente Borne. Hij was daar commies-chef ter secretarie voor hij in april 1946 burgemeester van Angerlo werd. Na een raadsvergadering in 1968 overleed hij opeens op 53-jarige leeftijd. De Gé van Rielstraat in Borne is naar hem vernoemd.